# Josep Maria Santacreu Marginet
Josep Maria Santacreu Marginet   (Santa Creu de Joglars, 8 de febrer de 1927 - 20 de maig de 2017) fou un empresari i polític català. Va participar en la fundació d'Alianza Popular, amb Manuel Fraga i Manuel Milián Mestre, amb altres antics governants del règim franquista, i se’l va considerar l'home de Manuel Fraga a Catalunya.

## Biografia
Va començar amb l'agricultura i la ramaderia, fins i tot va comprar una farinera, però va fer fortuna amb la compravenda d'automòbils d'importació, origen dels concessionaris J. Santacreu, i amb l'immobiliari. Va ser conseller d'empreses periodístiques i de bancs, com el Banc Mercantil de Manresa, entre d'altres. Va ser president del Banco de Huesca i gerent de J. Santacreu, SA, Finques agrícoles i ramaderes, membre del Patronat de l'Hospital del Càncer i conseller de la Universitat Abat Oliba.
Del 1975 al 1980, fou propietari del Diari de Barcelona, amb una direcció erràtica que va portar a la seva desaparició i va participar en la fundació d'El País del qual en va controlar un 10% en els inicis.
Especialitzat en temàtica agrícola, fou president de la comissió d'agricultura d'Aliança Popular a Barcelona. Amb aquest partit fou elegit diputat per la circumscripció de Barcelona a les eleccions al Parlament de Catalunya de 1984 i fou membre de la Comissió d'Agricultura, Ramaderia i Pesca del Parlament de Catalunya. El 2005 fou membre del patronat de la "Fundación Manuel Fraga Iribarne".
Després de la seva mort, la gestió de les seves empreses recau en Elena Batista de Miguel, esposa del seu únic fill Ignasi Santacreu, mort el 2024.

## Obres[5]
- Grandeza y servidumbre del hereu (1979) Ed. Auditor, ISBN 9788430015382
- Inquietudes de un hombre de la calle (1970), Departamento de Relaciones Públicas de J.M. Santacreu
- Preocupaciones económicas y sociopolíticas (1978)
- Monólogo de un agricultor (1982)
- Panorámica de un derrumbamiento (1984)
- Els problemes del camp a Catalunya (1995)